# Московское юридическое общество
Московское юридическое общество — первое в России юридическое научное общество, учреждённое при Московском университете с целью правового просвещения граждан, знакомства их с происходящими и будущими преобразованиями в области права, законов и с их практическим применением.

## История
Побудительным мотивом к образованию Московского юридического общества послужило обнародование в 1862 году «Основных положений преобразования судебной части в России» — важнейшего документа намечавшейся Судебной реформы.
Первый проект устава Московского юридического общества был составлен в 1862 года, обсуждался и перерабатывался в течение года комиссией под председательством декана юридического факультета Московского университета С. И. Баршева и был окончательно готов к апрелю 1863 года.
Хотя первое заседание состоялось уже 20 января 1863 года, началом деятельности считается дата утверждения министром народного просвещения Устава общества — 17 февраля 1865 года. В это период заседания под председательством С. И. Баршева (сначала на его квартире; затем на квартире И. И. Мусина-Пушкина, после — в Чертковской библиотеке и, наконец, — в помещении Московского университета) проходили по нескольку раз в месяц. Осенью 1864 года было высказано пожелание, чтобы создаваемое общество числилось при университете. Целью общества было заявлено: «теоретическая и практическая разработка права и распространение юридических сведений».
На заседаниях общества в конце 1865 года стал подниматься вопрос о собственном периодическом издании. Наличие его было необходимо как для сохранения протоколов заседаний, так и для реализации одной из целей Общества — распространение юридических сведений среди населения. Была учреждена «Юридическая газета», которая выходила два раза в месяц в течение одного года (всего двадцать четыре номера) — с 1 июля 1866 года по 15 июня 1867 года. Редактором Газеты был председатель Общества Василий Николаевич Лешков, наиболее активным её сотрудником стал С. С. Шайкевич. С 1867 года стал издаваться журнал «Юридический Вестник».
Первоначально в деятельности общества существенное место занимало обсуждение и решение отдельных практических юридических вопросов. Но через несколько лет «рвение юристов к обсуждению теоретических и практических вопросов права быстро стало утихать…»; общество нуждалось в новом деле, способном привлечь активные силы общества. И в 1872 году С. И. Баршевым была выдвинута мысль об организации съезда русских юристов, в 1873 году поддержанная правительством. И в 1875 году был проведён первый съезд русских юристов.
С. А. Муромцев отмечал, что 1879 год стал переломным в жизни Московского юридического общества; его члены «один перед другим спешат увлечь Общество в область вопросов, волнующих современную юридическую науку или общественную жизнь Запада». В 1879—1880 годах на обсуждение Общества стали выноситься доклады, в заключениях которых содержатся указания на необходимость реформ в действующем законодательстве. На годовое заседание 5 марта 1879 года было внесено предложение «образовать в Обществе систематическую разработку вопросов гражданского и уголовного законодательства» — была создана «Особая комиссия для разработки правильного ряда рефератов по вопросам гражданского и уголовного законодательства»; таким образом общество перешло к теоретической и практической разработке права — государственного, международного и финансового. Одной из практических разработок этого времени стало работа по железнодорожному законодательству, инициированная председателем Особой высшей комиссии для исследования железнодорожного дела в России графом Э. Т. Барановым. В 1881—1882 годах Общество работало также над проектом основных положений фабричного устава.

## Должностные лица и члены общества
Председатели
- С. И. Баршев (1863)
- В. Н. Лешков (1863—1868 и 1869—1880)[2]
- Н. В. Калачов (1868—1869)
- С. А. Муромцев (1880—1899)

Секретари
- Э. Н. Сумбул (1863—1867)
- И. А. Еропкин (1867—1869)
- А. М. Фальковский (1869—1876)
- П. Л. Карасевич  (1876—1878)
- К. Д. Анциферов (1878—1879)
- В. А. Гольцев (1879—1880)
- Г. А. Джаншиев (1880—1884)
- Д. А. Дриль (1884—1886)
- Г. Б. Иоллос (1886—1888)

Казначеи
- Е. П. Пациентов (1864—1870)
- М. А. Шиллинг (1870—1888)

В работе Московского юридического общества принимали участие многие ведущие учёные, такие как: И. М. Остроглазов, А. И. Чупров — председатель статистического отделения общества (с 1883), В. А. Легонин, А. С. Алексеев, А. К. Вульферт, В. М. Пржевальский, . В годовом отчёте за 1877—78 год отмечалось, что «почти все профессоры юридического факультета состоят действительными членами Общества», а в следующем году указывалось, что и почти все магистранты факультета числятся в списке членов.
В начале 1866 года в обществе было 117 действительных членов. На годичном заседании 23 февраля 1881 года указывалось, что Московское юридическое общество состоит из 300 членов, из которых «около 40 лиц иногородных». В 1882 году, по мысли М. А. Саблина и при деятельном участии В. И. Орлова, при обществе было учреждено статистическое отделение, членами которого стали многие земские статистики.
В 1899 году общество, по представлению министра народного просвещения Н. П. Боголепова, было закрыто; поводом послужила речь, произнесенная от имени Общества её председателем С. А. Муромцевым на Пушкинском празднестве в Москве.
В 2005 году было решено возродить Московское юридическое общество, председателем которого стал Константин Константинович Саркисов.

## Рекомендуемая литература
- Тульская С. А. Московское Юридическое Общество (1865—1899 гг.). Из истории развития права и правовой науки России второй половины XIX века. — М.: Прометей, 2011.